# پیراتنابه
پیراتنابه(به انگلیسی: Perilymph) مایعی برون-یاخته‌ای است که در درون حلزون گوش (بخشی از گوش درونی) قرار دارد. ترکیب یونی پیراتنابه همانند مایع مغزی-نخاعی و پلاسما است. یون مثبت اصلی در پیراتنابه سدیم است: مقدار سدیم و پتاسیم در پیراتنابه به ترتیب ۱۳۸ mM و ۶٫۹ mM است.

## ساختار
گوش درونی دو بخش دارد: پیچال استخوانی و پیچال غشایی. پیچال غشایی توسط پیچال استخوانی احاطه شده است و حاوی شاره ای است که درون تنابه نامیده می شود. میان دیوار بیرونی پیچال غشایی و دیوار پیچال استخوانی فضای پیراتنابه ای است که حاوی پیراتنابه است. پیچال غشایی در پیراتنابه معلق است.